# Quattro nudi maschili
Quattro nudi maschili è un disegno su carta di Luca Signorelli. Realizzato nel 1500 circa, è conservato nel Gabinetto dei disegni e delle stampe presso la Galleria degli Uffizi a Firenze, in Italia.

## Storia e descrizione
Questo disegno, che mostra quattro nudi fra loro avvinghiati, fa parte degli studi per l'affresco i Dannati della Cappella di San Brizio, nel Duomo di Orvieto. Uno dei nudi è a terra, mentre il secondo gli lega le mani dietro il dorso; un terzo nudo si protende a destra, tentando di divincolarsi dal quarto che cerca di legargli le mani dietro la schiena.
È uno studio, a carboncino e a sanguigna, che fa parte di un gruppo di disegni, distribuito oggi in vari musei. Secondo alcuni autori, questo studio potrebbe essere preparatorio dell'affresco Misfatti dell'Anticristo, anche se nessuna parte dell'opera finita corrisponde esattamente al disegno; oppure al medaglione Perseo e Andromeda, dove è rappresentato un demone che attacca tre uomini nudi.
Ha scritto Bernard Berenson, in merito a questo disegno: «Davanti a questa pagina affascinante, si ha l'impressione che l'artista abbia provato l'irresistibile bisogno di ritoccare a sanguigna, per meglio esprimere la gioia che gli veniva dalla propria maestria di disegnatore. E anche a noi dà un sottile piacere il seguire con l'occhio questi tratti che determinano i contorni, modellano la forma, rilevano le parti in luce, fondono l'immagine in un'armonica unità. Pochi schizzi a due matite producono un effetto così plastico-pittorico.»
Il disegno è stato esposto nel 1930 a Londra, alla Royal Academy e a Cortona-Firenze nel 1953.